# 埃爾塞爾卡多
18°43′48″N 71°31′12″W / 18.73000°N 71.52000°W
埃爾塞爾卡多（西班牙語：El Cercado），是多明尼加共和國的城鎮，位於該國西部，由聖胡安省負責管轄，面積283.05平方公里，2012年人口25,688，人口密度每平方公里91人。